# 17. Kongress der Vereinigten Staaten
Der 17. Kongress der Vereinigten Staaten, bestehend aus dem Repräsentantenhaus und dem Senat, war die Legislative der Vereinigten Staaten. Seine Legislaturperiode dauerte vom 4. März 1821 bis zum 4. März 1823. Alle Abgeordneten des Repräsentantenhauses sowie ein Drittel der Senatoren (Klasse I) waren im Jahr 1820 bei den Kongresswahlen gewählt worden. Dabei ergab sich in beiden Kammern eine Mehrheit für die Demokratisch-Republikanische Partei. Der Kongress tagte in der amerikanischen Bundeshauptstadt Washington, D.C. Die Vereinigten Staaten bestanden damals aus 23 Bundesstaaten. Im Verlauf der Legislaturperiode kam mit Missouri der 24. Staat hinzu. Präsident war James Monroe. Die Sitzverteilung im Repräsentantenhaus basierte auf der Volkszählung von 1810.

## Wichtige Ereignisse
Siehe auch 1821 1822 und 1823
- 4. März 1821: Beginn der Legislaturperiode des 17. Kongresses. Gleichzeitig tritt Präsident Monroe seine zweite Amtszeit an.
- 10. Juli 1821: Die Vereinigten Staaten nehmen die 1819 erworbene Spanische Kolonie Florida in Besitz.
- 10. August 1821: Missouri wird 24. Bundesstaat der USA.
- 30. März 1822: Gründung des Florida-Territoriums.
- 1822: Bei den Kongresswahlen verteidigt die Demokratisch-Republikanische Partei ihre Mehrheiten in beiden Kammern.

## Zusammensetzung nach Parteien

### Senat
- Demokratisch-Republikanische Partei: 44
- Föderalistische Partei: 4
- Sonstige: 0
- Vakant: 0

Gesamt: 48 Stand am Ende der Legislaturperiode

### Repräsentantenhaus
- Demokratisch-Republikanische Partei: 155
- Föderalistische Partei: 32
- Sonstige: 0
- Vakant: 0

Gesamt: 187 Stand am Ende der Legislaturperiode
Außerdem gab es noch vier nicht stimmberechtigte Kongressdelegierte.

## Amtsträger

### Senat
- Präsident des Senats: Daniel D. Tompkins (DR)
- Präsident pro tempore: John Gaillard (DR)

### Repräsentantenhaus
- Sprecher des Repräsentantenhauses: Philip Pendleton Barbour (DR)

## Senatsmitglieder
Im 17. Kongress vertraten folgende Senatoren ihre jeweiligen Bundesstaaten:
| Alabama - 2. William R. King (DR) - 3. John Williams Walker (DR) bis zum 12. Dezember 1822 - William Kelly (DR) ab dem 12. Dezember 1822 Connecticut - 1. Elijah Boardman (F) - 3. James Lanman (DR) Delaware - 1. Caesar A. Rodney (DR) zwischen dem 24. Jan. 1822 und dem 29. Jan. 1823, danach vakant - 2. Nicholas Van Dyke (F) Georgia - 2. Freeman Walker (DR) bis zum 6. August 1821 - Nicholas Ware (DR) ab dem 10. November 1821 - 3. John Elliott (DR) Illinois - 2. Jesse B. Thomas (DR) - 3. Ninian Edwards (DR) Indiana - 1. James Noble (DR) - 3. Waller Taylor (DR) Kentucky - 2. Richard Mentor Johnson (DR) - 3. Isham Talbot (DR) Louisiana - 2. Henry Johnson (DR) - 3. James Brown (DR) Maine - 1. John Holmes - 2. John Chandler Maryland - 1. William Pinkney (DR) bis zum 25. Februar 1822 - Samuel Smith (DR) ab dem 17. Dezember 1822 - 3. Edward Lloyd (DR) Massachusetts - 1. Elijah H. Mills (F) - 2. Harrison Otis (F) bis zum 30. Mai 1822 - James Lloyd (F) ab dem 5. Juni 1822 Mississippi - 1. David Holmes (DR) - 2. Thomas Hill Williams (DR) | Missouri - 1. Thomas Hart Benton (DR) ab dem 10. August 1821 - 3. David Barton (DR) ab dem 10. August 1821 New Hampshire - 2. David L. Morril (DR) - 3. John Fabyan Parrott (DR) New Jersey - 1. Samuel L. Southard (DR) - 2. Mahlon Dickerson (DR) New York - 1. Martin Van Buren (DR) - 3. Rufus King (F) North Carolina - 2. Montfort Stokes (DR) - 3. Nathaniel Macon (DR) Ohio - 1. Benjamin Ruggles (DR) - 3. William A. Trimble (DR) bis zum 13. Dezember 1821 - Ethan Allen Brown (DR) ab dem 3. Januar 1822 Pennsylvania - 1. William Findlay (DR) ab dem 10. Dezember 1821 - 3. Walter Lowrie (DR) Rhode Island - 1. James De Wolf (DR) - 2. Nehemiah R. Knight (DR) South Carolina - 2. William Smith (DR) - 3. John Gaillard (DR) Tennessee - 1. John Henry Eaton (DR) - 2. John Williams (DR) Vermont - 1. Horatio Seymour (DR) - 3. William A. Palmer (DR) Virginia - 1. James Barbour (DR) - 2. James Pleasants (DR) bis zum 15. Dezember 1822 - John Taylor (DR) ab dem 18. Dezember 1822 |

## Mitglieder des Repräsentantenhauses
Folgende Kongressabgeordnete vertraten im 17. Kongress die Interessen ihrer jeweiligen Bundesstaaten:
| Alabama Staatsweite Wahl - - Gabriel Moore (DR) Connecticut Alle Abgeordneten wurden staatsweit gewählt. - Noyes Barber (DR) - Daniel Burrows (DR) - Henry W. Edwards (DR) - John Russ (DR) - Ansel Sterling (DR) - Ebenezer Stoddard (DR) - Gideon Tomlinson (DR) Delaware Alle Abgeordneten wurden staatsweit gewählt. - Louis McLane (F) - Caesar A. Rodney (DR) bis 24. Januar 1822 - Daniel Rodney (F) ab dem 1. Oktober 1822 Georgia Alle Abgeordneten wurden staatsweit gewählt. - Joel Abbott (DR) - Alfred Cuthbert (DR) - George Rockingham Gilmer (DR) - Robert Raymond Reid (DR) - Edward Fenwick Tattnall (DR) - Wiley Thompson (DR) Illinois Staatsweite Wahlen - Daniel Pope Cook (DR) Indiana Staatsweite Wahlen - William Hendricks (DR) bis 25. Juli 1822 - Jonathan Jennings (DR) ab dem 2. Dezember 1822 Kentucky Zehn Wahlbezirke - 1. David Trimble (DR) - 2. Samuel Woodson (DR) - 3. John Telemachus Johnson (DR) - 4. Thomas Metcalfe (DR) - 5. Anthony New (DR) - 6. Francis Johnson (DR) - 7. George Robertson (DR) bis 1821 - John Speed Smith (DR) ab dem 6. August 1821 - 8. Wingfield Bullock (DR) bis zum 13. Oktober 1821 - James D. Breckinridge (DR) ab dem 21. November 1821 - 9. Thomas Montgomery (DR) - 10. Benjamin Hardin (DR) Louisiana Staatsweit gewählt - Josiah S. Johnston (DR) Maine 7 Wahlbezirke (vormals waren diese Massachusetts zugeschlagen, da Maine zu diesem Staat gehörte). - 1. Joseph Dane (F) - 2. Ezekiel Whitman (F) bis zum 1. Juni 1822 - Mark Harris (DR) ab dem 2. Dezember 1822 - 3. Mark Langdon Hill (DR) - 4. William D. Williamson (DR) - 5. Ebenezer Herrick (DR) - 6. Joshua Cushman (DR) - 7. Enoch Lincoln (DR) Maryland Acht Wahlbezirke. Der Fünfte Wahlbezirk stellte zwei Abgeordnete. - 1. Raphael Neale (F) - 2. Joseph Kent (DR) - 3. Henry Ridgely Warfield (F) - 4. John Nelson (DR) - 5A. Peter Little (DR) - 5B Samuel Smith (DR) bis 17. Dezember 1822 - Isaac McKim (DR) ab dem 4. Januar 1823 - 6. Jeremiah Cosden (DR) bis zum 19. März 1822 - Philip Reed (DR) ab dem 19. März 1822 - 7. Robert Wright (DR) - 8. Thomas Bayly (F) Massachusetts 13 Wahlbezirke (vormals 20, 7 wurden nach Maine verschoben, das vormals Teil von Massachusetts war) - 1. Benjamin Gorham (DR) - 2. Gideon Barstow (DR) - 3. Jeremiah Nelson (F) - 4. Timothy Fuller (DR) - 5. Samuel Lathrop (F) - 6. Samuel Clesson Allen (F) - 7. Henry W. Dwight (F) - 8. Aaron Hobart (DR) - 9. John Reed (F) - 10. Francis Baylies (F) - 11. Jonathan Russell (DR) - 12. Lewis Bigelow (F) - 13. William Eustis (DR) Mississippi Staatsweite Wahlen - Christopher Rankin (DR) Missouri - John Scott (DR) ab dem 10. August 1821 New Hampshire Alle Abgeordneten wurden staatsweit gewählt. - Josiah Butler (DR) - Matthew Harvey (DR) - Aaron Matson (DR) - William Plumer (DR) - Nathaniel Upham (DR) - Thomas Whipple (DR) New Jersey Alle Abgeordneten wurden staatsweit gewählt - Ephraim Bateman (DR) - George Cassedy (DR) - Lewis Condict (DR) - George Holcombe (DR) - James Matlack (DR) - Samuel Swan (DR) New York 22 Wahlbezirke. Der 1., 2., 12., 15. und der 20. Wahlbezirk stellte jeweils zwei Abgeordnete. - 1A. Cadwallader D. Colden (F) ab dem 12. Dezember 1821 - 1B. Silas Wood (F) - 2A. Churchill C. Cambreleng (DR) - 2B. John J. Morgan (DR) - 3. Jeremiah H. Pierson (DR) - 4. William W. Van Wyck (DR) - 5. Walter Patterson (F) - 6. Selah Tuthill (DR) bis zum 7. September 1821 - Charles Borland ab dem 3. Dezember 1821 - 7. Charles H. Ruggles (F) - 8. Richard McCarty (DR) - 9. Solomon Van Rensselaer (F) bis 14. Januar 1822 - Stephen Van Rensselaer III. (F) ab dem 12. März 1822 - 10. John D. Dickinson (F) - 11. John W. Taylor (DR) - 12A. Nathaniel Pitcher (DR) - 12B. Reuben H. Walworth (DR) - 13. John Gebhard (DR) - 14. Alfred Conkling (DR) - 15A. Samuel Campbell (DR) - 15B. James Hawkes (DR) - 16. Joseph Kirkland (F) - 17. Thomas H. Hubbard (DR) - 18. Micah Sterling (F) - 19. Elisha Litchfield (DR) - 20A. William B. Rochester (DR) - 20B. David Woodcock (DR) - 21. Elijah Spencer (DR) - 22. Albert H. Tracy (DR) | North Carolina 13 Wahlbezirke - 1. Lemuel Sawyer (DR) - 2. Hutchins Gordon Burton (DR) - 3. Thomas H. Hall (DR) - 4. William Salter Blackledge (DR) - 5. Charles Hooks (DR) - 6. Weldon Nathaniel Edwards (DR) - 7. Archibald McNeill (F) - 8. Josiah Crudup (DR) - 9. Romulus Mitchell Saunders (DR) - 10. John Long (DR) - 11. Henry William Connor (DR) - 12. Felix Walker (DR) - 13. Lewis Williams (DR) Ohio 6 Wahlbezirke - 1. Thomas R. Ross (DR) - 2. John Wilson Campbell (DR) - 3. Levi Barber (DR) - 4. David Chambers (DR) ab dem 9. Oktober 1821 - 5. Joseph Vance (DR) - 6. John Sloane (DR) Pennsylvania 15 Wahlbezirke. Der erste Wahlbezirk stellten vier Abgeordnete, der 2. 3. 5. 6. und 10. Wahlbezirk stellte je zwei Abgeordnete. Die restlichen je einen. - 1A. Samuel Edwards (F) - 1B Joseph Hemphill (F) - 1C. William Milnor (F) bis zum 8. Mai 1822 - Thomas Forrest (F) ab dem 8. Oktober 1822 - 1D. John Sergeant (F) - 2A. William Darlington (DR) - 2B. Samuel Gross (DR) - 3A. James Buchanan (F) - 3B. John Phillips (F) - 4. James S. Mitchell (DR) - 5A. John Findlay (DR) ab dem 9. Oktober 1821 - 5B. James McSherry (F) - 6A. Samuel Moore (DR) bis zum 20. Mai 1822 - Samuel D. Ingham (DR) ab dem 8. Oktober 1822 - 6B. Thomas Jones Rogers (DR) - 7. Ludwig Worman (F) bis zum 17. Oktober 1822 - Daniel Udree (DR) ab dem 17. Oktober 1822 - 8. John Tod (DR) - 9. John Brown (DR) - 10A. George Denison (DR) - 10B. Thomas Murray (DR) ab dem 9. Oktober 1821 - 11 George Plumer (DR) - 12 Thomas Patterson (DR) - 13 Andrew Stewart (DR) - 14 Henry Baldwin (DR) bis zum 8. Mai 1822 - Walter Forward (DR) ab dem 8. Oktober 1822 - 15. Patrick Farrelly (DR) Rhode Island Alle Abgeordneten wurden staatsweit gewählt. - Samuel Eddy (DR) - Job Durfee (DR) South Carolina 9 Wahlbezirke - 1. Joel Roberts Poinsett (DR) - 2. William Lowndes (DR) bis zum 27. Oktober 1822 - James Hamilton (DR) ab dem 13. Dezember 1822 - 3. Thomas R. Mitchell (DR) - 4. James Overstreet (DR) bis 24. Mai 1822 - Andrew R. Govan (DR) ab dem 4. Dezember 1822 - 5. Starling Tucker (DR) - 6. George McDuffie (DR) - 7. John Wilson (DR) - 8. Joseph Gist (DR) - 9. James Blair (DR) bis zum 8. Mai 1822 - John Carter (DR) ab dem 11. Dezember 1822 Tennessee 6 Wahlbezirke - 1. John Rhea (DR) - 2. John Alexander Cocke (DR) - 3. Francis Jones (DR) - 4. Robert Allen (DR) - 5. Newton Cannon (DR) - 6. Vakant Vermont 6 Wahlbezirke - 1. Rollin Carolas Mallary (DR) - 2. Phineas White (DR) - 3. Charles Rich (DR) - 4. Elias Keyes (DR) - 5. Samuel C. Crafts (DR) - 6. John Mattocks (DR) Virginia 23 Wahlbezirke - 1. Edward B. Jackson (DR) - 2. Thomas Van Swearingen (F) bis zum 19. August 1822 - James Stephenson (F) ab dem 28. Oktober 1822 - 3. Jared Williams (DR) - 4. William McCoy (DR) - 5. John Floyd (DR) - 6. Alexander Smyth (DR) - 7. William Smith (DR) - 8. Charles F. Mercer (F) - 9. William Lee Ball (DR) - 10. Thomas L. Moore (DR) - 11. Philip Pendleton Barbour (DR) - 12. Robert Garnett (DR) - 13. Burwell Bassett (DR) - 14. Jabez Leftwich (DR) - 15. George Tucker (DR) - 16. John Randolph (DR) - 17. William S. Archer (DR) - 18. Mark Alexander (DR) - 19. James Jones (DR) - 20. Arthur Smith (DR) - 21. Thomas Newton (DR) - 22. Hugh Nelson (DR) bis zum 14. Januar 1823, danach vakant - 23. Andrew Stevenson (DR) |

Nicht stimmberechtigte Mitglieder im Repräsentantenhaus:
- Arkansas-Territorium: James Woodson Bates
- Florida-Territorium: Joseph Marion Hernández ab dem 30. September 1822
- Michigan-Territorium: Solomon Sibley
- Missouri-Territorium: Vakant bis zur Staatsgründung